# 查理·梅桑達
小查理·穆松达（法語：Charles Junior Musonda，1996年10月15日—）是贊比亞裔比利時已退役足球員，在場上司職進攻中場或翼鋒，曾效力於塞浦路斯甲組足球聯賽球隊安羅科薩斯及英超球會車路士。
他的父親是贊比亞前國腳查爾利·梅桑達，兩人的名字是一樣。
2016年夏天，他加盟英超豪門球隊車路士，但是上陣機會甚少，以致被球隊外借至其他球隊，爭取上陣機會。曾經是天才球員
2025年7月，他宣佈以28歲之齡掛靴。